# 三宝街道 (北票市)
三宝街道，是中华人民共和国辽宁省朝阳市北票市下辖的一个乡镇级行政单位。

## 行政区划
三宝街道下辖以下地区：
天宝社区、医院社区、文化社区和和尚沟社区。